# Kali canrenoat
Kali canrenoate (INN, JAN) hoặc kali canrenoate (USAN) (tên thương hiệu Venactone, Soldactone)), còn được gọi là aldadiene kalium,  các kali muối của axit canrenoic, là một chất đối kháng aldosterone của nhóm spirolactone. Giống như spironolactone, nó là một tiền chất, và được chuyển hóa thành canrenone hoạt động trong cơ thể.
Canrenoate kali là đáng chú ý ở chỗ nó là chỉ được sử dụng trên lâm sàng các antimineralocorticoid trong đó có sẵn cho dùng đường tiêm (đặc biệt là tiêm tĩnh mạch)  như trái ngược với đường uống.